# Distrikt Campoverde
Der Distrikt Campoverde (alternative Schreibweise: Distrikt Campo Verde; campo verde span. für „grünes Feld“) liegt in der Provinz Coronel Portillo in der Region Ucayali in Ostzentral-Peru. Der Distrikt wurde am 1. Juni 1982 gegründet. Am 14. September 1994 wurde der nördliche Teil abgespalten und bildet seither den neu gegründeten Distrikt Nueva Requena. Der Distrikt Campoverde hat eine Fläche von etwa 1325 km². Beim Zensus 2017 wurden 16.059 Einwohner gezählt. Im Jahr 2007 lag die Einwohnerzahl bei 13.515. Verwaltungssitz des Distriktes ist die 193 m hoch gelegene Kleinstadt Campoverde mit 5483 Einwohnern (Stand 2017). Campoverde befindet sich etwa 30 km westsüdwestlich der Provinz- und Regionshauptstadt Pucallpa. Die Nationalstraße 18C verbindet die beiden Städte und führt nach Südwesten weiter nach Monte Alegre und Aguaytía.

## Geographische Lage
Der Distrikt Campoverde liegt im Westen der Provinz Coronel Portillo. Er liegt am Westrand des Amazonasbeckens westlich des Río Ucayali. Der Río Aguaytía verläuft entlang der nördlichen Distriktgrenze nach Osten. In dem Gebiet wurde der tropische Regenwald weitgehend gerodet. Es werden verschiedene landwirtschaftliche Produkte angebaut.
Der Distrikt Campoverde grenzt im Süden an die Distrikte Honoria und Tournavista (beide in der Provinz Puerto Inca), im Westen an die Distrikte Alexander von Humboldt, Neshuya und Curimaná (alle in der Provinz Padre Abad), im Norden an den Distrikt Nueva Requena sowie im Osten an die Distrikte Yarinacocha, Callería und Manantay.